# Steal My Sunshine

Steal My Sunshine est une chanson du groupe Len écrite par Marc Costanzo et Gregg Diamond en 1999 pour l'album You Can't Stop the Bum Rush. Il s'agit du single le plus connu du groupe. 
L'instrumentale est un sample de la chanson disco d'Andrea True Connection More, More, More (en) (1976).